# Ґостомін (Західнопоморське воєводство)
Ґостомін (пол. Gostomin) — село в Польщі, у гміні Радово-Мале Лобезького повіту Західнопоморського воєводства.
Населення — 104 особи (2011).

## Демографія
Демографічна структура станом на 31 березня 2011 року:
|          | Загалом | Допрацездатний вік | Працездатний вік | Постпрацездатний вік |
| -------- | ------- | ------------------ | ---------------- | -------------------- |
| Чоловіки | 58      | 10                 | 44               | 4                    |
| Жінки    | 46      | 10                 | 28               | 8                    |
| Разом    | 104     | 20                 | 72               | 12                   |